# 弗鲁蒂根
弗鲁蒂根（德語：Frutigen）是瑞士伯尔尼州的一座市镇，人口6648（2005年）。
世界最长的陆地隧道勒奇山隧道的北入口就位于弗鲁蒂根。